# Psilocerea pulverosa
Psilocerea pulverosa är en fjärilsart som beskrevs av W. Warren 1894. Psilocerea pulverosa ingår i släktet Psilocerea och familjen mätare. Inga underarter finns listade.